# Hammer Col
Der Hammer Col ist ein vereister, anstiegsloser und rund 2,5 km breiter Gebirgspass im westantarktischen Ellsworthland. Er verläuft auf 3800 m Höhe zwischen dem südlichen Teil des Vinson-Massivs und dem Craddock-Massiv in der Sentinel Range des Ellsworthgebirges.
Das Advisory Committee on Antarctic Names benannte ihn 2006 nach dem US-amerikanischen Paläontologen William R. Hammer, der im Rahmen des United States Antarctic Program zwischen 1977 und 2003 Untersuchungen an Wirbeltierfossilien vornehmlich aus dem zentralen Teil des Transantarktischen Gebirges durchführte.